# Ingo Ludwig Frenzel
Ingo Ludwig Frenzel (* 9. November 1966) ist ein deutscher Filmkomponist.

## Leben
Nach einer breitangelegten Musikausbildung an der UDK Berlin studierte Ingo Ludwig Frenzel Medienmusik an der Hochschule für Musik Hanns Eisler Berlin. Frenzel komponierte bisher für zahlreiche deutschsprachige Filmproduktionen die Filmmusik. 1994 schrieb er erstmals Filmmusik, damals für Mein lieber Mann. Auch für das Kinodebüt von Philipp Stölzl, das unter dem Titel Baby erschien, komponierte Frenzel die Musik. Mit Christian Alvart (Pandorum, Antikörper) arbeitete er an dem TV-Film 8 UHR 28. Auch außerhalb des Films ist Frenzel u. a. für die Deutsche Staatsoper (Orpheus 2011) oder die Volksbühne Berlin (Johnny Chicago mit Kurt Krömer) tätig. Für das Residenztheater hat er die Musik für das Theaterstück Das Vermächtnis/The Inheritance von Mathhew Lopez in der deutschen Uraufführung komponiert.
Besonders erfolgreich war der Film Spielzeugland von Jochen Alexander Freydank aus dem Jahre 2007, ein Film über Wahrheit und Vertrauen zur Zeit des Zweiten Weltkriegs, der den Oscar für den besten Kurzfilm für das Jahr 2009 und zahlreiche weitere Auszeichnungen erhielt.
Für seinen Soundtrack zu Lollipop Monster erhielt Frenzel 2011 den Preis der deutschen Filmkritik. Im Rahmen der Berlinale 2015 wurde Frenzel der Preis der European Composer Songwriter Alliance (ECSA) in der Kategorie: Best Orchestral Score für die Musik zum Film Der Medicus verliehen.
Ingo Ludwig Frenzel ist Mitglied der Jury des Deutschen Filmmusikpreises.

## Filmografie (Auswahl)
- 1994: Eine Schürze aus Speck
- 1994: Mein lieber Mann
- 1995: Willies Requiem
- 1995: Russkij parovoz
- 1996: Happy Weekend
- 1996: Fifty Fifty
- 1996: Ein Bernhardiner namens Möpschen
- 1996: Nicht ohne meine Binden
- 1996: Unter den Ringen
- 1997: Die Rechte der Kinder
- 1997: Es wird Regen geben – eine Begegnung in Patagonien
- 1997: All that glitterz
- 1997: Leuchtturm der Leidenschaft
- 1998: Letting Go
- 1998: Fake
- 1998: The Real Psycho
- 1998: Manchmal
- 1998: Landarzt Dr. Oetker – Trailer
- 1998: Halberstadt
- 1998: Die Liebe der Mannequins
- 1998: Klinik Dr. Gurko
- 1998: Lukretias Date
- 1998: Schrei leise
- 1999: Jonas May
- 1999: Helden wie wir
- 1999: Die Flucht – Morituri te salutant
- 2000: Glückliches Ende
- 2000: Mörderischer Doppelgänger – Mich gibt`s zweimal
- 2000: England! (zusammen mit Daler Nasarow)
- 2001: Newenas weite Reise
- 2001: Loreley
- 2002: Baby
- 2002: Geld macht sexy (Fernsehfilm)
- 2002: The Antman
- 2003: Rocco, das Krokodil
- 2003: Dienst (Kurzfilm)
- 2003: Cappuccino zu Dritt
- 2003: Savannah
- 2004: Was nützt die Liebe in Gedanken
- 2004: Im Dunkeln
- 2005: Yin und Yang im Allgäu
- 2005: Nimm dir dein Leben
- 2005: Tanz der Saris
- 2006: Die Pirateninsel – Familie über Bord
- 2006: Blond: Eva Blond!  – Epsteins Erbe (Fernsehserie)
- 2006: Vineta
- 2007: Spielzeugland
- 2007: Der Letzte macht das Licht aus!
- 2007: Die große Werkstatt
- 2008: Die Paarberater – Eine neue Chance für die Liebe
- 2008: Arbeit für alle
- 2009: Der Kapitän
- 2009: Diamantenhochzeit
- 2009: Ladylike – Jetzt oder nie (Fernsehfilm)
- 2010: Goethe!
- 2010: 8 UHR 28 (Fernsehfilm)
- 2010: Die Frau des Schläfers
- 2010: Deutschlands Küsten (Fernsehserie)
- 2011: Baltic Coasts
- 2011: Gegen Morgen
- 2011: Bridges
- 2011: Alle Zeit der Welt
- 2011: Am Ende die Hoffnung (Fernsehfilm)
- 2011: Der ganz große Traum
- 2011: Lollipop Monster
- 2011: Tatort: Heimatfront
- 2012: Nur eine Nacht
- 2012: Schneeweißchen und Rosenrot (Fernsehfilm)
- 2012: Und weg bist du (Fernsehfilm)
- 2012: Katie Fforde – Ein Teil von Dir (Fernsehfilm)
- 2012: Und alle haben geschwiegen (Fernsehfilm)
- 2013: Alex
- 2013: Mord nach Zahlen
- 2013: Schlösserwelten Europas
- 2013 Schwarzer Freitag
- 2013: Katie Fforde – Eine teure Affäre (Fernsehfilm)
- 2013: Der Medicus
- 2014: Küstennebel
- 2014: Katie Fforde: Eine Liebe in New York
- 2014–2016: Super 4
- 2015: Katie Fforde – Das Weihnachtswunder von New York
- 2015: Phoenix
- 2015: Im Namen meines Sohnes
- 2015: Katie Fforde – Zurück ans Meer
- 2015: Große Fische, kleine Fische
- 2016: Katie Fforde – Die Frau an seiner Seite
- 2016: In the Ruins
- 2016: Katie Fforde – warum hab ich ja gesagt?
- 2016: Die Kinder der Turnstunde
- 2017: Katie Fforde – Bellas Glück
- 2017: Polizeiruf 110: Dünnes Eis
- 2027: Der Barcelona-Krimi: Über Wasser halten
- 2017: Der Barcelona-Krimi: Tod aus der Tiefe
- 2018: Das Joshua-Profil
- 2019: Dein Leben gehört mir
- 2019: Polizeiruf 110: Dunkler Zwilling
- 2019: Tunnelen
- 2019: Electric Girl
- 2020: Miniblockbuster
- 2020: Katie Fforde: Ein Haus am Meer
- 2021: Du sollst nicht lügen (Miniserie)
- 2021: Schachnovelle
- 2021: Zero
- 2022: Riesending – Jede Stunde zählt (Fernsehfilm)
- 2022: Malibu – Camping für Anfänger
- 2022: Malibu – Ein Zelt für drei
- 2023: Aracy – Der Engel von Hamburg
- 2023: Malibu – Schwesterherzen
- 2023: Malibu – Küss den Frosch
- 2023: Malibu – Mein Traum, dein Traum
- 2023: Gäste zum Essen